# Scutellinia mirabilis
Scutellinia mirabilis är en svampart som beskrevs av Dissing & Sivertsen 1983. Scutellinia mirabilis ingår i släktet Scutellinia och familjen Pyronemataceae.   Inga underarter finns listade i Catalogue of Life.